# مارتن دام
 مارتن دام (انگلیسی: Martin Damm؛ زاده ۱ اوت ۱۹۷۲) یک تنیس‌باز اهل جمهوری چک است.